# Comté de Hempstead
Le comté de Hempstead est un comté de l'État de l'Arkansas aux États-Unis. Son chef-lieu est Hope. C'est un dry county.

## Démographie
Au recensement de 2010, il comptait 22 609 habitants. 
| 1830  | 1840  | 1850  | 1860   | 1870   | 1880   | 1890   | 1900   |
| ----- | ----- | ----- | ------ | ------ | ------ | ------ | ------ |
| 2 512 | 4 921 | 7 672 | 13 989 | 13 768 | 19 015 | 22 796 | 24 101 |

| 1910   | 1920   | 1930   | 1940   | 1950   | 1960   | 1970   | 1980   |
| ------ | ------ | ------ | ------ | ------ | ------ | ------ | ------ |
| 28 285 | 31 602 | 30 847 | 32 770 | 25 080 | 19 661 | 19 308 | 23 635 |

| 1990   | 2000   | 2010   | - | - | - | - | - |
| ------ | ------ | ------ | - | - | - | - | - |
| 21 621 | 23 587 | 22 609 | - | - | - | - | - |